# Escut de Benimarfull
L'escut de Benimarfull és un símbol representatiu oficial de Benimarfull, municipi del País Valencià, a la comarca del Comtat. Té el següent blasonament:
| « | Escut truncat i migpartit. 1r d'argent, un cep de sinople sobre un marge del qual brolla una font. 2n d'or, quatre pals de gules. 3r de gules, tres cards d'or. Per timbre, una corona reial tancada. | » |

## Història
Ordre de l'11 de març de 1986, de la Conselleria d'Administració Pública. Publicat en el DOGV núm. 369, del 28 d'abril de 1986.
La primera partició fa referència al caràcter agrari de la població, i també a l'etimologia del topònim àrab, que significa 'fill del brollador amarg'. Els quatre pals recorden que durant un temps el poble va pertànyer a la Corona, mentre que els cards són les armes parlants dels Cardona, marquesos de Guadalest i senyors de Benimarfull.